# Friesenbergscharte
Die Friesenbergscharte ist eine Scharte in den Zillertaler Alpen. Sie liegt auf einer Höhe von 2904 m ü. A. zwischen dem Hohen Riffler und den Gefrorene-Wand-Spitzen. Über die Scharte verläuft ein Steig (Kategorie schwer), der einen eisfreien Übergang vom Spannagelhaus im Nordwesten zum Friesenberghaus im Südosten ermöglicht. Der Weg ist auf der Nordseite mittelschwer, auf der Südostseite im oberen Bereich dagegen ausgesetzt und daher mit zahlreichen auch längeren Seilversicherungen sowie teils Tritthilfen im steilen Grasschrofengelände versehen.

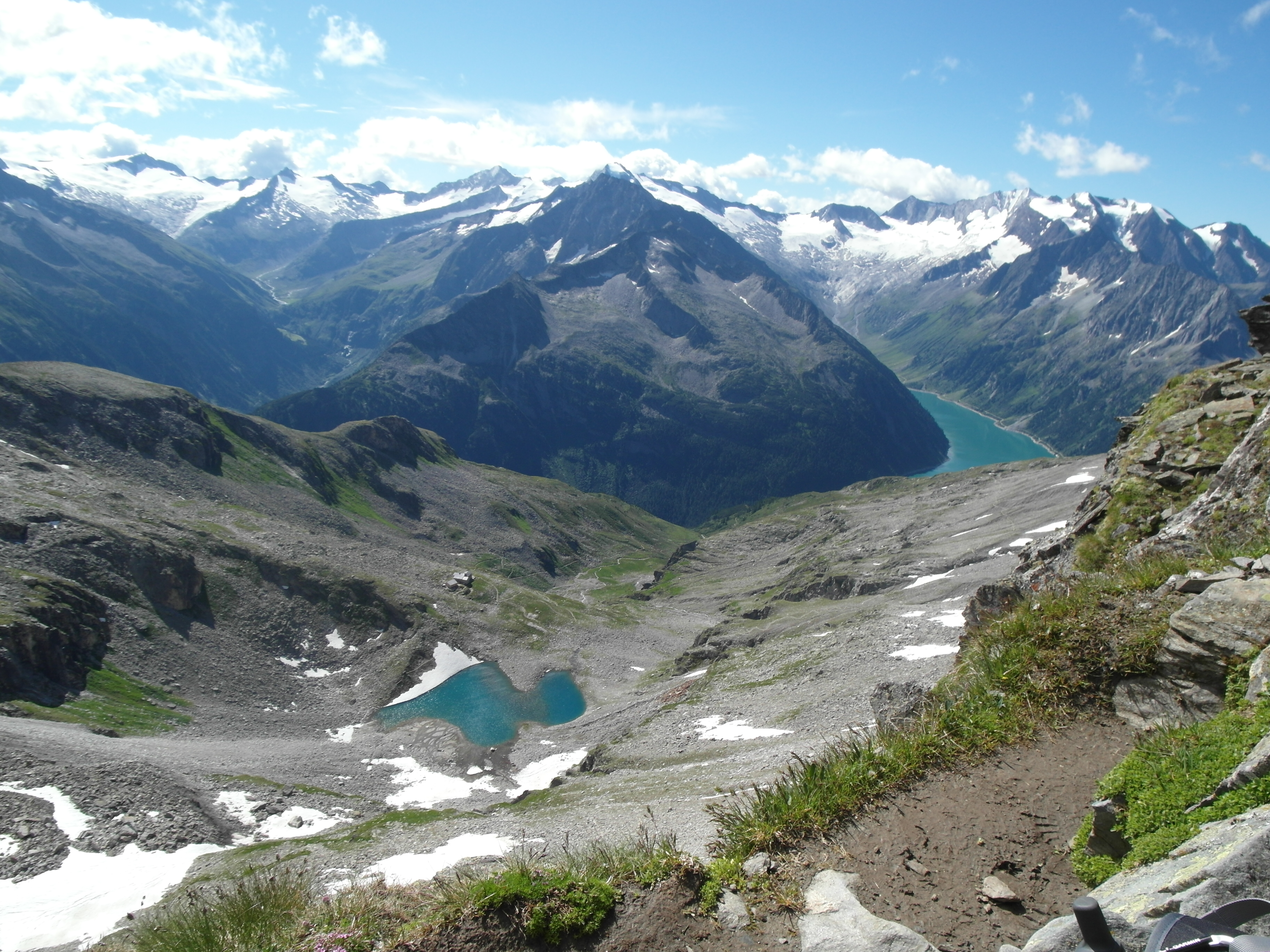
Blick von der Friesenbergscharte auf Friesenberghaus und -see
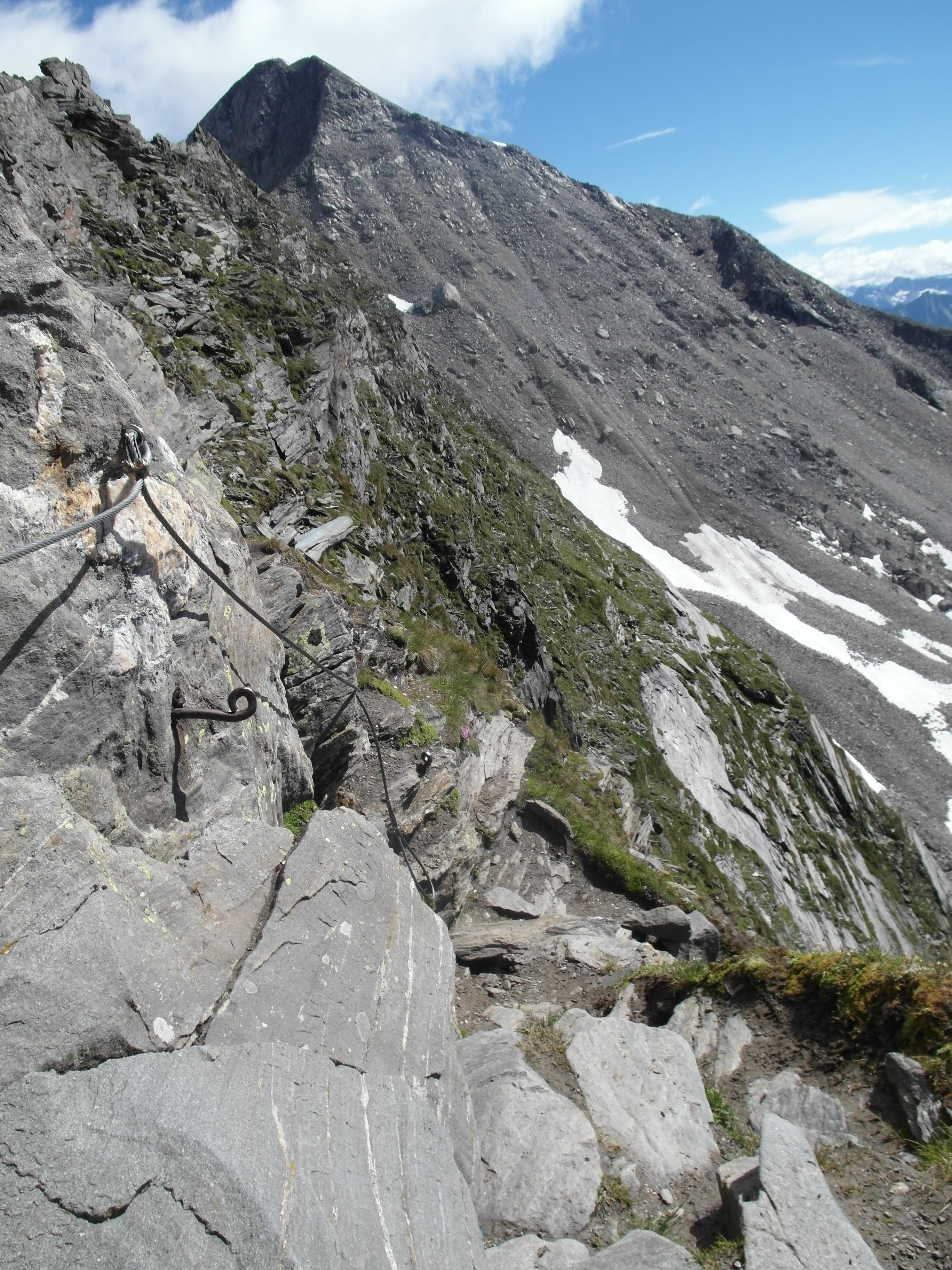
Abstieg mit Seilversicherungen von der Friesenbergscharte